# Phạm Thị Lan Anh
Phạm Thị Lan Anh là nữ tướng lĩnh Công an nhân dân Việt Nam, hàm Thiếu tướng. Bà hiện giữ chức vụ Cục trưởng Cục Y tế, Bộ Công an Việt Nam.

## Tiểu sử
Phạm Thị Lan Anh là đảng viên Đảng Cộng sản Việt Nam.
Bà có học vị Thạc sĩ, trình độ Cao cấp lí luận chính trị.
Từ năm 2020 đến nay, bà giữ chức vụ Cục trưởng Cục Y tế, Bộ Công an Việt Nam. Trước đó, bà đảm nhiệm Phó Cục trưởng cục này.
Cuối năm 2021, Thạc sĩ, bác sĩ Phạm Thị Lan Anh được Chủ tịch nước Cộng hòa xã hội chủ nghĩa Việt Nam phong hàm Thiếu tướng Công an nhân dân Việt Nam.

## Lịch sử thụ phong quân hàm
| Năm thụ phong | –      | 2021        |
| ------------- | ------ | ----------- |
| Quân hàm      |        |             |
| Cấp bậc       | Đại tá | Thiếu tướng |